# Raven (serie televisiva)
Raven (That's So Raven) è una sitcom statunitense, ideata da Michael Poryes, andata in onda su Disney Channel dal 2003 al 2007.
La serie è andata in onda dal 2003 al 2007 per un totale di quattro stagioni e 100 episodi, diventando la prima Disney Channel Original Series a superare i 65 episodi. Della serie sono stati realizzati, per la prima volta per una serie Disney, gli spin-off, Cory alla Casa Bianca e A casa di Raven.
La serie e la sua protagonista, Raven-Symoné sono stati premiati dalla NAACP. La serie TV è stata inoltre nominata agli Emmy Awards.

## Personaggi principali
- Raven Baxter (stagioni 1-4), interpretata da Raven-Symoné, doppiata da Domitilla D'Amico.
- Cory Baxter (stagioni 1-4), interpretato da Kyle Massey, doppiato da Gabriele Patriarca.
- Chelsea Daniels (stagioni 1-4), interpretata da Anneliese van der Pol, doppiata da Francesca Manicone.
- Eddie Thomas (stagioni 1-4), interpretato da Orlando Brown, doppiato da Paolo Vivio.
- Tonya Baxter (stagioni 1-3), interpretata da T'Keyah Crystal Keymáh, doppiata da Emanuela Baroni.
- Victor Baxter (stagioni 1-4), interpretato da Rondell Sheridan, doppiato da Roberto Stocchi.

## Trama
San Francisco. Raven Baxter è una teenager apparentemente come tante altre, studia al liceo e ha una grande passione per la moda, se non fosse per un potere molto particolare: è veggente, in grado quindi di prevedere eventi futuri attraverso visioni istantanee. Nonostante il grande dono che ha ricevuto, deve faticare ogni giorno per tenerlo nascosto perché non vuole trasformarsi in un fenomeno da baraccone ed essere giudicata solo per la sua abilità. Gli unici a saperlo sono i suoi familiari, i genitori Victor e Tonya Baxter e il fratello minore Cory, oltre ai suoi fidati migliori amici Eddie e Chelsea. Per Raven comunque non è facile convivere con questo dono, soprattutto quando si fa condizionare dalle sue visioni.

## Episodi
| Stagione         | Episodi | Prima TV originale | Prima TV Italia |
| ---------------- | ------- | ------------------ | --------------- |
| Prima stagione   | 21      | 2003-2004          | 2003-2004       |
| Seconda stagione | 22      | 2003-2004          | 2005            |
| Terza stagione   | 35      | 2004-2006          | 2006            |
| Quarta stagione  | 22      | 2006-2007          | 2007            |

## Produzione
Le prime tre stagioni vennero prodotte dalla compagnia di produzione, Brookwell McNamara Entertainment, mentre la quarta direttamente dalla protagonista, Raven-Symoné. Il titolo originale della serie avrebbe dovuto essere, The Future Is On Me, mentre la protagonista si sarebbe dovuta chiamare Dawn Baxter. Successivamente il nome venne cambiato in Rose Baxter e lo show intitolato Absolutely Psychic, ma quando Raven-Symoné ottenne la parte si scelse il titolo, That's So Raven.

## Sigle
La sigla iniziale dello show venne scritta da John Coda, anche compositore della colonna sonora iniziale e di alcuni spot commerciali legati, sia a questa serie che alla serie  Even Stevens, co-prodotta da Def Jef e Christopher B. Pearman, il padre di Raven-Symoné, e cantata da Raven-Symoné, Anneliese van der Pol e Orlando Brown. Raven canta quasi per tutta la sigla, mentre Brown canta, sia il pezzo rap alla fine, che alcune parti iniziali. La Van der Pol invece canta nel corso del ritornello del coro.
La versione completa della sigla venne trasmessa negli Stati Uniti prima dell'inizio della serie. Più tardi uscì, nel 2004, anche nella colonna sonora della serie. Solo Disney Channel Asia ha creato per ogni serie una sequenza d'apertura diversa dall'originale; gli altri Disney Channel hanno importato, nel corso delle diverse stagioni, la sigla originale creata dagli USA. Il video musicale venne trasmesso il 1º gennaio 2007 nel corso del 100º episodio della serie.

## Distribuzione
Il franchise di Raven ebbe inizio dopo la fine della serie di Disney Channel, Lizzie McGuire. Il franchise comprende, una linea di vestiti, DVD, libri, set per le camere da letto, un profumo, un videogioco, GirlTalk, tre videogiochi, e due colonne sonore, That's So Raven e That's So Raven Too!. Nel febbraio 2005, dei giocattoli di Raven furono inseriti negli Happy Meal nei ristoranti McDonald's. Nell'aprile 2005, fu commercializzata la bambola di Raven Baxter, mentre un'altra uscì l'anno successivo. Visto il successo delle prime due, vennero prodotte e commercializzate altre cinque bambole di Raven. Nel settembre 2005, uscì il lettore MP3 ed il profumo della serie. Nello stesso mese, venne commercializzata una linea di moda in tutti i negozi Macy's. Fino al 2006, il mercato firmato Raven ha venduto franchisesper 500 milioni di dollari.

### DVD
Negli Stati Uniti sono stati pubblicati sette DVD della serie. Tuttavia, in Italia ne è uscito uno solo, quello della sitcom intitolato, Raven: Uno stile soprannaturale, distribuito dalla Buena Vista.

### Colonne sonore
- That's So Raven (colonna sonora)
- That's So Raven Too!

### Videogiochi
- That's So Raven, Game Boy Advance
- That's So Raven 2, Game Boy Advance
- That's So Raven: Psychic on the Scene, Nintendo DS

## Spin-off

### Cory alla Casa Bianca(2007)
Cory alla Casa Bianca fu il primo spin off di Disney Channel, trasmesso per la prima volta il 12 gennaio 2007.
Cory e suo padre Victor si trasferiscono a Washington, dopo che Victor ha ricevuto dal Presidente l'incarico di capo-chef della Casa Bianca. Lo show è ambientato nel periodo in cui Raven frequenta il college, mentre sua madre è ancora in Inghilterra. Raven appare anche nello show come ospite speciale. Cory ha due migliori amici, un ragazzo, Newton Livingston III, interpretato da Jason Dolley, e una ragazza, Meena Paroom, interpretato da Maiara Walsh. Cory frequenta le scuole medie a Washington. Inoltre nella serie, la figlia del presidente, Sophie, interpretata da Madison Pettis, diventa la "spina nel fianco" di Cory, come Cory faceva con Raven. Cory inoltre, come sua sorella, è sempre al centro di guai, che gli insegnano lezioni morali che spesso lo inducono a riflettere.

### A casa di Raven(2017)
A dieci anni di distanza dall'ultima puntata di Raven, il 21 luglio 2017 viene trasmesso negli USA il primo episodio di A casa di Raven, secondo spin off della serie.
Raven e Chelsea sono rimaste amiche inseparabili e ora entrambe mamme, per di più divorziate e che convivono nella stessa casa insieme ai loro figli: Booker, Nia, e Levi. Tutto è apparentemente normale, finché Booker, fratello gemello di Nia, scopre di essere un sensitivo, ignorando che ha ereditato il potere da sua madre.